# The SpongeBob SquarePants Movie
The SpongeBob SquarePants Movie (Nederlands: De SpongeBob SquarePants Film) is een Amerikaanse animatiefilm uit 2004, geregisseerd door Stephen Hillenburg en Mark Osborne, gebaseerd op de tekenfilmserie SpongeBob SquarePants. Beide zijn uitgegeven door Nickelodeon. De film kwam in 2005 uit in de Nederlandse en Belgische bioscopen.

## Verhaal
De film begint met een live-actionscène, waarin een groep zeerovers onder leiding van kapitein Pinty een schatkist bemachtigt met daarin kaartjes voor de SpongeBob SquarePants-films.
Meneer Krabs staat op het punt een tweede Krokante Krab te openen, en SpongeBob hoopt dat hij de manager mag worden. Deze taak wordt echter aan Octo Tentakels gegeven omdat hij volgens Krabs volwassener is. Teleurgesteld trekt SpongeBob zich terug in een bar met Patrick Ster.
Ondertussen heeft Plankton al zijn plannen geprobeerd en denkt geen Krabburger-recept meer te kunnen stelen. Hij laat zijn plannen zien: van A tot Y. Zijn computervrouw Karen herinnert hem aan plan Z. Plankton steelt de kroon van Koning Neptunus en geeft Krabs hier de schuld van. Neptunus komt meteen naar de Krokante Krab om Krabs te executeren voor de diefstal. SpongeBob komt tussenbeide en biedt aan om samen met Patrick de kroon, die op een of andere manier in het alom gevreesde Schelpstad is beland, terug te gaan halen. Neptunus geeft hen zes dagen om in hun opdracht te slagen. Tot die tijd blijft meneer Krabs bevroren.
Nu Krabs is bevroren kan Plankton met gemak het geheime recept stelen. Hij stuurt een huurling genaamd Dennis achter SpongeBob en Patrick aan om te voorkomen dat ze in hun opdracht slagen. Patrick en SpongeBob krijgen het op hun reis zwaar te verduren, en niet alleen door Dennis. Hun sulligheid redt hen echter keer op keer uit de problemen. Ondertussen, in Bikinibroek, ontdekt Octo de waarheid achter de diefstal van de kroon. Hij wil de autoriteiten waarschuwen, maar Plankton stopt hem en iedereen die hem tegen probeert te houden met speciale emmervormige helmen, waarmee hij iedereen in zijn macht krijgt. Zodoende grijpt hij de macht in Bikinibroek.
Patrick en SpongeBob worden uiteindelijk gevangen door een duiker die bij de zeewezens bekendstaat als “de cycloop”. Hij neemt hen mee naar schelpstad, wat een aan land gelegen souvenirwinkel blijkt te zijn. De kroon van Neptunus is inderdaad ook in de winkel. Patrick en Spongebob komen bijna om het leven wanneer de duiker hen probeert te drogen onder een lamp om ze als souvenir te verkopen. Hun tranen veroorzaken echter kortsluiting in de lamp en de rook die hierbij vrijkomt activeert de sprinklerinstallatie. Alle gedroogde zeedieren in de winkel komen weer tot leven en vallen de duiker aan. In de chaos vluchten Patrick en SpongeBob weg met de kroon. Op het strand ontmoeten ze David Hasselhoff (gekleed in zijn zwemkleding uit Baywatch), die hen een lift terug naar Bikini Broek aanbiedt. Onderweg onderneemt Dennis nog een laatste poging SpongeBob en Patrick te vermoorden, maar botst tegen een catamaran en valt in het water.
SpongeBob en Patrick arriveren net op tijd om de executie van meneer Krabs tegen te houden. Plankton is echter nog niet uitgespeeld en neemt ook Neptunus in zijn macht met een emmer. SpongeBob erkent openlijk dat hij inderdaad geestelijk nog een kind is, maar dat hij er geen problemen mee heeft omdat dit gewoon is wie hij is. Hij gebruikt een gitaar en een stuk uit het rocknummer I Wanna Rock om de emmers te verwoesten en Planktons macht over de stad te verbreken. Plankton wordt gearresteerd.
Na dit alles wordt SpongeBob alsnog manager van de Krokante Krab 2. Maar de baan houdt in praktijk niet veel meer in dan gewoon klusjes opknappen voor meneer Krabs, met een overdreven grote Krokante Krab-pet op.

## Stemvertolking

### Engelstalige versie
- SpongeBob: Tom Kenny
- Patrick: Bill Fagerbakke
- Octo: Rodger Bumpass
- Meneer Krabs: Clancy Brown
- Plankton: Doug Lawrence
- Neptunus: Jeffrey Tambor
- Mindy: Scarlett Johansson
- Dennis: Alec Baldwin

Verder speelt in een live-action stuk David Hasselhoff zichzelf.

### Nederlandstalige versie
- SpongeBob: Lex Passchier
- Patrick: Just Meijer
- Octo: Jan Nonhof
- Sandy: Lottie Hellingman
- Meneer Krabs: Sander de Heer
- Plankton: Bas Westerweel
- Karen: Christa Lips
- Dennis: Tygo Gernandt
- Neptunus: Marcel Jonker
- Mindy: Birgit Schuurman
- Pel de Pinda: Leo Richardson
- De Kapitein: Carol van Herwijnen
- Bioscoop medewerkster: Melise de Winter
- Overige stemmen: Patrick van Balen, Lucie de Lange, Pepijn Gunneweg en Robin van der Velden
- David Hasselhoff is in de Nederlandse dub niet nagesynchroniseerd.

## Achtergrond

### Promotie
Om de film te promoten, toonde verschillende netwerken van Viacom de avonden voor de première SpongeBob SqaurePants-marathons. Zenders die hieraan meededen waren Nick at Nite, VH1, MTV, en Spike TV. Een lied uit de film, "SpongeBob & Patrick Confront the Psychic Wall of Energy", werd gezongen door The Flaming Lips tijdens Late Night with Conan O'Brien op 18 november 2004.

### Ontvangst
In het openingsweekend bracht de film 32.018.216 dollar op in 4300 bioscopen en 3212 theaters. Na het eerste weekend daalde de opbrengst van de film echter sterk, mede door concurrentie van de Disney/Pixar-film The Incredibles en Warner Bros. The Polar Express. In totaal bracht de film wereldwijd 140.161.792 dollar op tegen een productiebudget van 30 miljoen.
De film kreeg goede recensies. Op Rotten Tomatoes scoorde de film in 2009 69% aan goede beoordelingen.

### Soundtrack
1. "SpongeBob SquarePants Theme" – Avril Lavigne – 0:46
2. "SpongeBob & Patrick Confront the Psychic Wall of Energy" – The Flaming Lips – 3:37
3. "Just a Kid" – Wilco – 2:51
4. "The Goofy Goober Song" – SpongeBob & The Hi-Seas – 2:41
5. "Prince Paul's Bubble Party" – Paul Hutson, Wordsworth
6. "Bikini Bottom" – Electrocute – 3:40
7. "The Best Day Ever" – SpongeBob & The Hi-Seas – 3:02
8. "They'll Soon Discover" – The Shins – 3:25
9. "Ocean Man" – Ween – 2:07
10. "Under My Rock" – SpongeBob & The Hi-Seas – 3:17
11. "Now That We're Men" – SpongeBob & The Hi-Seas – 1:50
12. "Goofy Goober Rock" – SpongeBob & The Hi-Seas – 2:54
13. "You Better Swim" – Motörhead – 5:12
14. "The Jellyfish Song By the Jellyfish Band" – Plus-Tech Squeeze Box – 1:15
15. "SpongeBob SquarePants Theme (filmversie)" – The Pirates– 1:01

## Prijzen en nominaties
“The SpongeBob SquarePants Movie” won in 2005 een ASCAP Award voor Top Box Office Films.
De film werd verder voor acht andere prijzen genomineerd:
- Drie Annie Awards
- Twee Golden Trailers
- De People's Choice Award voor favoriete animatiefilm
- De Golden Satellite Award voor beste film – animatie of gemengde media
- De Young Artist Award voor beste familiefilm - animatie